# Portela (Monção)
Portela ist eine Gemeinde (Freguesia) im nordportugiesischen Kreis Monção. In ihr leben 202 Einwohner (Stand 19. April 2021).